# Людовиці
Людовиці (пол. Ludowice) — село в Польщі, у гміні Ринськ Вомбжезького повіту Куявсько-Поморського воєводства.
Населення — 225 осіб (2011).

## Демографія
Демографічна структура станом на 31 березня 2011 року:
|          | Загалом | Допрацездатний вік | Працездатний вік | Постпрацездатний вік |
| -------- | ------- | ------------------ | ---------------- | -------------------- |
| Чоловіки | 113     | 29                 | 75               | 9                    |
| Жінки    | 112     | 21                 | 73               | 18                   |
| Разом    | 225     | 50                 | 148              | 27                   |